# 奚良輔
奚良輔（1502年—？），字世卿，號學山，直隸松江府上海縣人，民籍，明朝政治人物。

## 生平
嘉靖十年（1531年）應天府鄉試第四十六名。嘉靖十四年（1535年）乙未科進士。改庶吉士，送翰林院读书。十六年正月授礼科给事中，十七年十二月为副使，持莭册封淮王朱祐楑世子朱厚焘为淮王，妃周氏为淮王妃。十八年六月升工科右，闰七月升工科左，降调按察司知事，升南京國子監丞，升刑部主事、员外郎，出为廣西按察司佥事、參議，累官廣東布政使司參政。

## 家族
曾祖奚暹；祖父奚倫，壽官；父奚欽，號敬斋。母吳氏；繼母吳氏。具庆下。弟良弼、良翼。